# Porcellio wagneri
Porcellio wagneri är en kräftdjursart som beskrevs av Brandt 1841. Porcellio wagneri ingår i släktet Porcellio och familjen Porcellionidae. Inga underarter finns listade i Catalogue of Life.